# Andròstenes de Tessàlia
Andròstenes de Tessàlia (en llatí Androsthenes, en grec antic Ἀνδρόσθενης) va ser un militar romà del segle i aC.
Juli Cèsar diu que era el pretor de Tessàlia, però això volia dir segurament que n'era el comandant militar. Després de la derrota de Cèsar a Dirràquium, li va tancar les portes de Gomfi l'any 48 aC, quan va arribar procedent d'Aeginium.